# 제56회 아카데미상
제56회 아카데미상은 1984년 4월 9일에 열린 시상식이다. LA 도로시 챈들러 파빌리온에서 개최되었으며 사회자는 자니 카슨이다.

## 후보 및 수상

### 작품상
- 애정의 조건 - 제임스 L. 브룩스 수상
- 새로운 탄생 - 마이클 샘버그
- 멋진 드렛서 - 피터 예이츠
- 필사의 도전 - 어윈 윙클러
- 텐더 머시스 - Philip Hobel

### 남우주연상
- 텐더 머시스 - 로버트 듀발 수상
- 멋진 드렛서 - 톰 커트니
- 멋진 드렛서 - 앨버트 피니
- 리타 길들이기 - 마이클 케인
- Reuben, Reuben - 톰 콘티

### 여우주연상
- 애정의 조건 - 셜리 맥클레인 수상
- 리타 길들이기 - 줄리 월터스
- 실크우드 - 메릴 스트립
- 애정의 조건 - 데보라 윙거
- Testament - 제인 알렉산더

### 남우조연상
- 애정의 조건 - 잭 니콜슨 수상
- 크로스 크리크 - 립 톤
- 필사의 도전 - 샘 쉐퍼드
- 애정의 조건 - 존 리스고
- 사느냐 죽느냐 - 찰스 더닝

### 여우조연상
- 가장 위험한 해 - 린다 헌트 수상
- 새로운 탄생 - 글렌 클로즈
- 크로스 크리크 - 알프리 우다드
- 실크우드 - 쉐어
- 엔틀 - 에이미 어빙

### 감독상
- 애정의 조건 - 제임스 L. 브룩스 수상
- 멋진 드렛서 - 피터 예이츠
- 화니와 알렉산더 - 잉그마르 베르히만
- 실크우드 - 마이크 니콜스
- 텐더 머시스 - 브루스 베레스포드

### 각본상
- 텐더 머시스 - 호톤 푸트 수상

### 각색상
- 애정의 조건 - 제임스 L. 브룩스 수상

### 촬영상
- 화니와 알렉산더 - 스벤 닉비스트 수상

### 편집상
- 필사의 도전 - 글렌 파 수상

### 미술상
- 화니와 알렉산더 - 안나 아습 수상

### 의상상
- 화니와 알렉산더 - Marik Vos-Lundh 수상

### 음악상
- 필사의 도전 - 빌 콘티 수상

### 주제가상
- 플래시댄스 - 조지오 모로더 수상

### 음향편집상
- 필사의 도전 - Boekelheide 수상

### 음향믹싱상
- 필사의 도전 - Berger 수상

### 외국어영화상
- 화니와 알렉산더 - 잉그마르 베르히만 수상

### 단편애니메이션상
- Sundae in New York - Jimmy Picker 수상

### 단편영화상
- Boys and Girls - Janice L. Platt 수상

### 장편다큐멘터리상
- He Makes Me Feel Like Dancin' - 에밀 아돌리노 수상

### 단편다큐멘터리상
- Flamenco at 5:15 - Cynthia Scott 수상

### 특별공헌상
- 스타 워즈 에피소드 6 - 제다이의 귀환 - Richard Edlund 수상

### 공로상
- Hal Roach 수상

### 진 허숄트 박애상
- M.J. Frankovich 수상

### 고든 소이어 상
- John G. Frayne 수상

### 음악스코어링상
- 엔틀 - Michel Legrand 수상